# Jinx Godfrey
Jessica „Jinx“ Godfrey ist eine britische Filmeditorin. Sie arbeitet regelmäßig mit Regisseur James Marsh zusammen.

## Leben
Godfrey studierte von 1981 bis 1985 an der Coventry University. Neben Film- und Fernsehproduktionen schnitt sie auch zahlreiche Werbespots. Nach mehreren Jahren, in denen sie für britische Filmeditor-Agenturen wie The Film Editors und The Whitehouse arbeitete, ging Godfrey nach New York City, wo sie für The Post Factory arbeitete.
Sie begann ihre Karriere in der Filmbranche Mitte der 1990er Jahre als Schnittassistenz. 1997 schnitt sie für Regisseur Iain B. MacDonald den Kurzfilm Van Gogh′s Ear und den Dokumentarfilm Into the Blue. Im Jahr darauf arbeitete sie das mit Regisseur James Marsh an dessen Dokumentarfilm John Cale über den gleichnamigen britischen Musiker. In den nächsten Jahren arbeitete sie regelmäßig mit Marsh an Filmen wie Wisconsin Death Trip, The King oder Das 11. Gebot, Man on Wire – Der Drahtseilakt, Yorkshire Killer, Project Nim, Shadow Dancer, Die Entdeckung der Unendlichkeit, Vor uns das Meer und Ein letzter Job. Für Regisseurin Jodie Foster schnitt Godfrey 2017 die Black-Mirror-Episode Arkangel. Mit Simon Smith schnitt sie 2019 die HBO-Miniserie Chernobyl. 2022 schnitt sie für Ed Perkins gemeinsam mit Daniel Lapira den Lady-Diana-Dokumentarfilm The Princess.
Godfrey ist Mitglied der American Cinema Editors (ACE). Sie erhielt zweimal den Eddie Award der ACE, 2009 für den Besten Schnitt eines Dokumentarfilms (Man on Wire – Der Drahtseilakt) und 2020 für den Besten Schnitt einer Miniserie oder eines Fernsehfilms (Chernobyl, gemeinsam mit Simon Smith).

## Filmografie (Auswahl)
- 1997: Van Gogh′s Ear (Kurzfilm)
- 1997: Into the Blue (Dokumentarfilm)
- 1998: John Cale (Dokumentarfilm)
- 1999: The Challenge: The Making of Charlotte Church (Dokumentarfilm)
- 1999: Wisconsin Death Trip
- 1999: Mr Rock & Roll: Colonel Tom Parker (Dokumentarfilm)
- 1999: Arena (Dokumentarserie, 1 Episode)
- 2005: The King oder Das 11. Gebot (The King)
- 2005: Gnome (Kurzfilm)
- 2005: The Team (Dokumentarfilm)
- 2008: Man on Wire – Der Drahtseilakt (Man on Wire, Dokumentarfilm)
- 2009: Yorkshire Killer (Red Riding, Miniserie)
- 2009: Margot (Fernsehfilm)
- 2011: Project Nim (Dokumentarfilm)
- 2011: Die Verschwörung – Verrat auf höchster Ebene (Page Eight, Fernsehfilm)
- 2012: Shadow Dancer
- 2013: How I Live Now
- 2014: Die Entdeckung der Unendlichkeit (The Theory of Everything)
- 2017: Kingdom of Us (Dokumentarfilm)
- 2017: Black Mirror (Fernsehserie, 1 Episode)
- 2018: Vor uns das Meer (The Mercy)
- 2018: Ein letzter Job (King of Thieves)
- 2019: Chernobyl (Miniserie, 3 Episoden)
- 2020: Black Narcissus (Miniserie, 3 Episoden)
- 2022: The Princess (Dokumentarfilm)
- 2024: My Mercury (Dokumentarfilm)